# لغة حوما
هوما أو حوما هي لغة البانتو المنقرضة في جنوب السودان ذات الانتماء غير المؤكد. تم تضمينه في لغات بون.